# Cazadores de huracanes

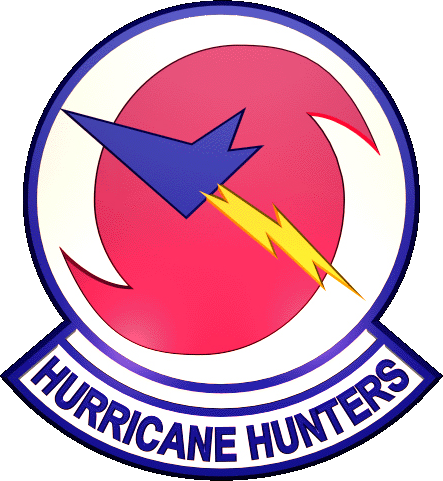
Insignia de los Cazadores de huracanes.

Cazadores de huracanes es el nombre con que se conoce a los escuadrones de reconocimiento aéreo cuya misión es investigar y analizar in situ datos meteorológicos de los ciclones tropicales. Operan en el océano Atlántico Norte y en el océano Pacífico oriental. En el océano Índico y el océano Pacífico occidental se los conoce como "cazadores" o "rastreadores de tifones". En los Estados Unidos, estos escuadrones se han conformado con aeronaves y tripulación de la Marina, a la Fuerza Aérea y a la Administración Nacional Oceánica y Atmosférica (NOAA, por sus sigla en inglés).
Antes de la era de los satélites meteorológicos, estas unidades militares realizaban vuelos de rutina y recogían datos sobre las tormentas en formación. Aunque el uso de los satélites ha revolucionado la habilidad de los meteorólogos para detectar signos tempranos de formación en los sistemas tropicales, aún hay muchas tareas importantes de los cazadores que son irreemplazables por los satélites. Estos, por ejemplo, no pueden determinar la presión barométrica en el interior de un huracán o proveer datos precisos sobre la velocidad del viento.

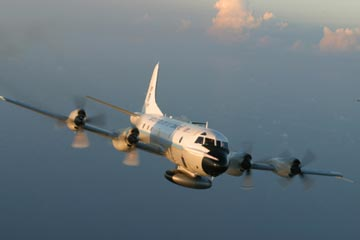
Una aeronave WP-3D Orion de la NOAA en vuelo de reconocimiento meteorológico.
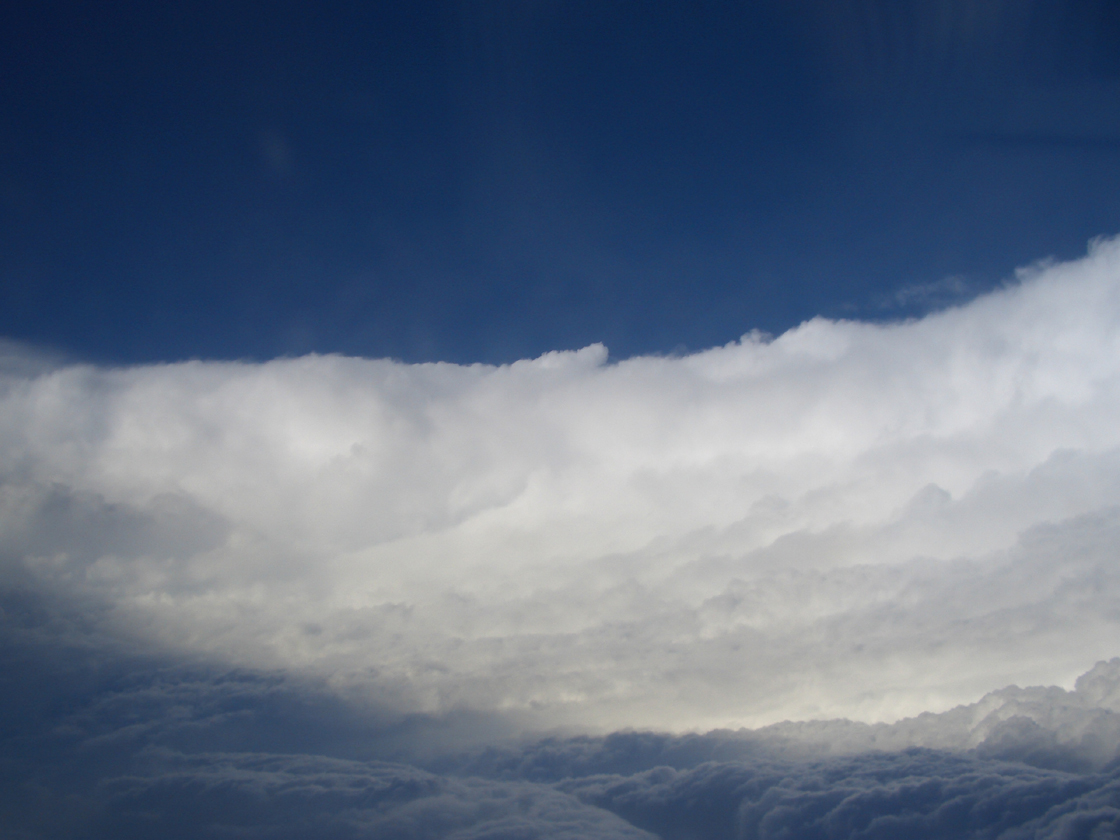
Fotografía de la pared del ojo del huracán Katrina.
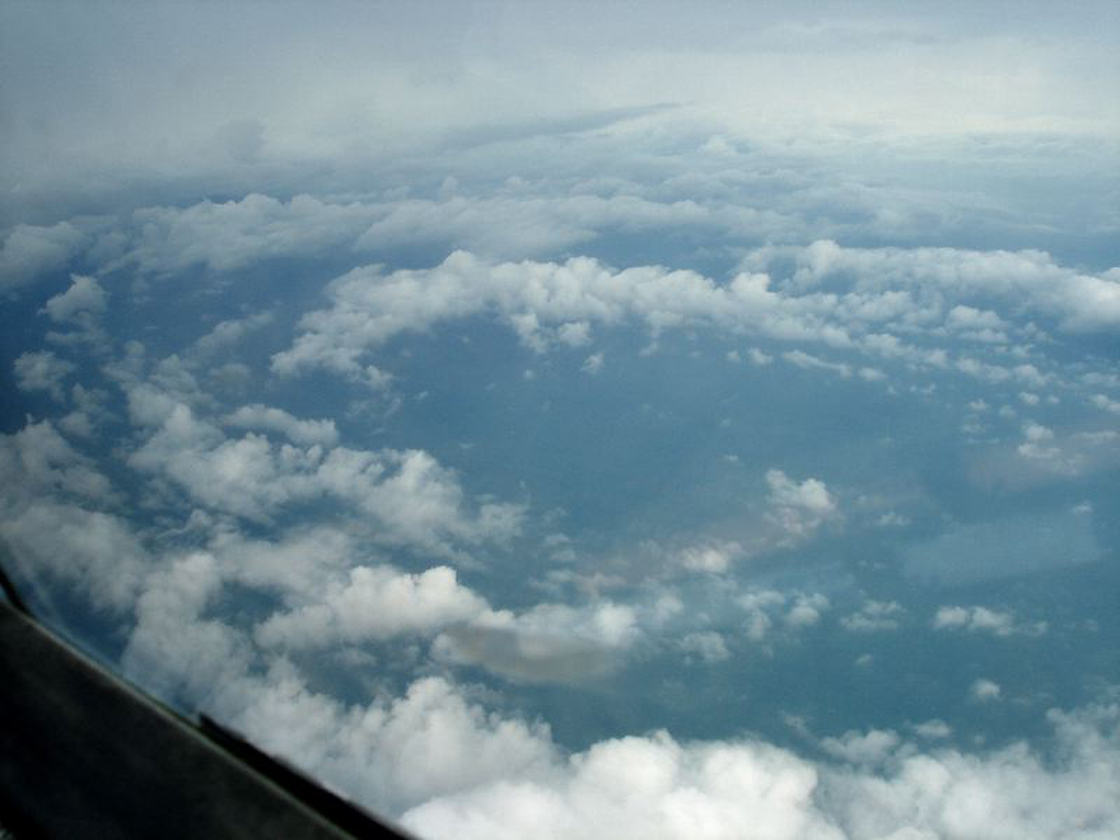
Rita, aún con intensidad de tormenta tropical.

## Unidades

### USAFR 53d WRS
El 53 ° Escuadrón de Reconocimiento Meteorológico de la Reserva de la Fuerza Aérea, la única unidad de reconocimiento meteorológico militar operativo del mundo, tiene su base en la Base de la Fuerza Aérea Keesler en Biloxi, Mississippi; la mayoría de los vuelos de reconocimiento meteorológico se originan allí. El término "cazadores de huracanes" se aplicó por primera vez a sus misiones en 1946.
Los cazadores de huracanes de la USAFR vuelan misiones meteorológicas en un área a mitad de camino a través del Océano Atlántico hasta las Islas Hawaianas, y en ocasiones han volado hacia tifones en el Océano Pacífico y han recopilado datos sobre tormentas invernales.
Los cazadores de huracanes 53d WRS operan diez aviones Lockheed WC-130J, que vuelan directamente hacia los huracanes, por lo general penetran el ojo del huracán varias veces por misión a altitudes entre 500 pies (150 m) y 10,000 pies (3000 m).

### Cazadoras de huracanes NOAA
Los civiles y los miembros de la tripulación del Cuerpo de la NOAA de los Cazadores de Huracanes de la NOAA, hasta hace poco basados en el Centro de Operaciones de Aeronaves en MacDill AFB, en Tampa, Florida, realizan principalmente vigilancia, investigación y reconocimiento con aeronaves altamente instrumentadas que incluyen mediciones de radar meteorológico Doppler en el aire en ambos Tormentas del Atlántico y el Pacífico. En junio de 2017, los Hunters se mudaron a una nueva instalación en el Aeropuerto Internacional Lakeland Linder en Lakeland, Florida, después de estar en MacDill desde 1993.
Vuelan dos aviones Lockheed WP-3D Orion, laboratorios de vuelo fuertemente instrumentados modificados para tomar mediciones atmosféricas y de radar dentro de ciclones tropicales y tormentas de invierno, y un jet G-IV Gulfstream a gran altitud por encima de los 41,000 pies (12 km) para documentar los vientos de nivel superior e inferior que afectan el movimiento de los ciclones. Los modelos informáticos que pronostican las trayectorias y la intensidad de los huracanes utilizan principalmente datos de sonda de caída G-IV recopilados día y noche en tormentas que afectan a los Estados Unidos.

## Accidentes aéreos
- El 1 de octubre de 1945: un corsario PB4Y-2 consolidado de la Armada de los Estados Unidos (número de oficina: 59415) de VPB-119 cayó en un tifón de categoría 1 sobre el mar de China Meridional. Seis de los siete tripulantes murieron.[2]
- El 26 de octubre de 1952: un Boeing WB-29 Superfortress de la Fuerza Aérea de los Estados Unidos (Número de serie: 44-69970) del 54 ° Escuadrón de Reconocimiento Meteorológico se perdió en el Super Typhoon Wilma sobre el Pacífico con 10 hombres a bordo.[3]
- El 16 de diciembre de 1953: un barco privado PB4Y-2 consolidado de la Armada de los Estados Unidos (número de oficina: 59716) del Escuadrón de Alerta Temprana Aerotransportada (VW-3) se perdió durante el reconocimiento del Super Typhoon Doris. Los nueve miembros de la tripulación murieron.
- El 26 de septiembre de 1955: un Lockheed P2V Neptune de la Armada de los Estados Unidos del Escuadrón Cuatro de Alerta Temprana Aerotransportada (VW-4) desapareció en el Huracán Janet sobre el Mar Caribe con nueve hombres de la Armada y dos periodistas canadienses a bordo.
- El 5 de enero de 1958: un Boeing WB-50 Superfortress de la Fuerza Aérea de los Estados Unidos (Número de serie: 49-295) del 54 ° Escuadrón de Reconocimiento Meteorológico descendió al sureste de Guam mientras volaba hacia el Super Typhoon Ophelia con nueve hombres a bordo.
- El 2 de octubre de 1974: un Lockheed WC-130 Hercules (Número de serie: 65-0965) recién convertido fue transferido al 54 ° Escuadrón de Reconocimiento Meteorológico, los "Cazadores de tifones", en la Base de la Fuerza Aérea Andersen en Guam. El avión fue enviado para investigar el tifón Bess. La tripulación partió de la base aérea de Clark en Filipinas con el indicativo "Swan 38". El contacto por radio con la aeronave se perdió el 12 de octubre de 1974, aparentemente cuando la aeronave se dirigía hacia el ojo del tifón para hacer una segunda posición. No hubo transmisiones de radio que indicaran una emergencia a bordo y los equipos de búsqueda no pudieron localizar la aeronave ni su tripulación. Los seis miembros de la tripulación fueron listados como muertos en acción. Swan 38 fue el único WC-130 perdido en una tormenta.[4]

## Huracán Guillermo
En 1997 los cazadores de huracanes investigaron mediante reconocimiento aéreo la etapa de intensificación rápida del huracán Guillermo (1997) mediante varios globos sonda grabando el proceso en alta resolución.

## En la cultura popular
Una serie de telerrealidad con el USAFR 53d WRS, titulada Hurricane Hunters, debutó en The Weather Channel en julio de 2012.